# Orden de Distinción (Imperio otomano)
La Orden de Distinción u Orden de Honor (en turco otomano: نشانِ امتیاز‎) era una orden del Imperio otomano fundada por el sultán Abdulmejid I. Era un honor más elevado que la Orden de la Gloria y concedido para reconocer el mérito y servicios destacados. Fue revivida el 17 de diciembre de 1878 por el sultán Abdul Hamid II. Era la orden más alta del Imperio otomano.